# Coffin Rock (Südliche Sandwichinseln)
Der Coffin Rock ist eine Klippe 400 m nördlich von Visokoi Island im Archipel der Südlichen Shetlandinseln. Der Felsen ragt 1,5 km ostsüdöstlich des Finger Point auf.
Die Besatzung der Discovery II kartierte ihn 1930 im Zuge der britischen Discovery Investigations. Der Benennungshintergrund ist nicht überliefert. Naheliegend ist eine deskriptive Bedeutung (von englisch coffin ‚Sarg, Totenschrein‘).